# 徐继武
徐繼武（1895年—1951年4月27日），中華民國陸軍中將，大清山東兗沂曹濟道兗州府滕縣人，張宗昌直魯軍徐源泉部，南京保衛戰任48師師長，國共內戰時受中共派遣至台灣進行策反失敗，1951年4月27日槍決於臺北市水源路。

## 生平

### 文盲將軍
徐繼武，出身行伍，年輕時加入響馬孫美瑤，臨城劫車案時徐繼武為第二號人物，受北洋政府招安，入奉系軍閥張宗昌徐源泉部，徐繼武未受過教育不識字，作戰需透過參謀傳遞軍情，但臨戰勇猛，總是光著臂膀身先士卒，因此獲得期部隊長徐源泉提拔。第二次直奉戰爭後隨軍進入直隸，1928年徐源泉部脫離奉系易幟，徐繼武隨之加入國民革命軍第三集團軍，後更名為國民革命軍第48師，徐繼武的仕途一路跟隨著徐源泉提升。徐源泉在民國十八年（1929）3月授命將部隊改名為國民革命軍第十軍軍，徐繼武任國民革命軍第十軍下屬48師第142旅旅長，1930年中原大戰時在第3集團軍總司令何成浚麾下。

### 國民政府時代
1931年第十軍負責湘鄂西方面剿共工作，對賀龍紅二軍團作戰，1935年4月18日，徐繼武叙任陸軍少將，1936年10月5日晋任陸軍中將，徐繼武接任徐源泉的職務成為48師師長。1937年7月7日抗戰爆發，南京保衛戰時徐繼武隨徐源泉所部帶領第48師，與同屬第十軍的國民革命軍第41師（師長丁治磐）參戰，駐守棲霞山，與日軍交戰其指揮的48師損失三千餘員，近三分之一，南京淪陷後撤退至安徽省六安。1938年徐源泉被指派為第二十六集團軍司令官，指揮41師、第48師與羅樹甲指揮的國民革命軍第199師，武漢會戰時共同守備大別山，牽制岡村寧次指揮的第11軍用兵。
1938年10月，武漢會戰結束，部隊開始後撤，第41師丁治磐撤往襄河，徐源泉授命在大別山成立敵後游擊基地，徐源泉抗命，指揮徐繼武第48師與羅樹甲第199師撤至江陵、襄河，徐源泉、徐繼武被以抗命撤職，國民革命軍第48師併入國民革命軍第41師，41師仍由丁治磐任師長。199師則在民國二十八年（1939）2月編入國民革命軍第十八軍序列。
此後，徐繼武不再帶兵，住在武昌，抗戰中期後任軍委會中將高參，1946年2月24日中將退役，戰後徐繼武為山東濟寧區受降主任，在山東及上海經商。1948年丁治磐任江蘇省主席，徐繼武作為同事被邀覽擔任江蘇省政府顧問。

### 國共內戰時代
1949年9月國共內戰後期，戰火已波及江蘇，宋時輪領導的中國人民解放軍第九兵團確立攻台計畫，徐繼武已受董耀卿吸收成為中國共產黨員，奉命與解放軍第九兵團敵工部聯絡員王琦（化名王天國）到舟山偵察兼做策反工作，原預計策反國民革命軍第71師少將師長董繼陶，時任71師獨立一團團長周景玉曾擔任徐繼武指揮的第48師旅部中校主任參謀，該團當時駐守衢山島，徐繼武的親戚王聖泉曾在第48師擔任營長，此時也在71師一團服役，徐繼武透過王聖泉與周景玉碰面。
由於不便當面說明來意，徐繼武以窮途潦倒至衢山購買海蜇與鹽做生意為由在衢山住下，趁機使王天國與周景玉熟識，企圖策反周景玉，至1950年2月宋時輪派解放軍宣傳科長李懷章（化名李超武）跟王聖泉去衢山繼續進行偵察敵情和策反，李懷章返回上海途中被扣留在泗礁，徐繼武獲得消息後，前往泗礁保釋李懷章。隨著1950年4月國軍戰機遭解放軍擊落後，國府研判已失去當地空優，並決定執行舟山撤退，徐繼武隨軍民撤至台灣，暫住基隆七堵。
徐繼武來台後仍維持與丁治磐及周景玉聯繫，丁治磐在回憶錄中曾述：「我撤到舟山時，他不知何故跟著我，但我沒有名義給他，後來他又跟我來臺灣。」，而根據保密局筆錄可知丁治磐多次周濟老同事徐繼武。71師師長董繼陶自舟山來台後則深陷貪汙案，以貪汙黃金三百多兩擬判死刑，經過總統蔣介石裁定判處無期徒刑。

### 槍決
來台後不久周景玉被部下檢舉通匪遭到逮捕審訊，徐繼武亦遭到逮捕。經調查後周景玉被以知匪不報擬判死刑，總統蔣介石裁定判處無期徒刑，並在綠島新生訓導處擔任教官，直到1974年才獲釋。徐繼武判處死刑，1951年4月27日槍決於臺北市水源路刑場。

## 紀念
由於1950年後失去情報線索，中共對從事隱蔽戰線工作的徐繼武一直沒有公開，直到1999年確認徐繼武遭處決後，中华人民共和国民政部及安全部官方進行了確認及調查期過往事跡，1999年5月18日追認徐繼武為革命烈士。由於時隔太久，徐繼武的家人都不知道他曾經是中共特工，直到1999年收到烈士證書時還一頭霧水，而當局也沒有做太多說明。
2016年，徐繼武將軍家人在網路上看到臺灣政治受難者互助會提供的名單，來台希望能迎回徐將軍遺骨回故鄉歸葬，但由於六張犁公墓多次遷葬，找尋多處仍未能如願。